# Толбот, Ричард, 4-й барон Толбот
Ричард Толбот (англ. Richard Talbot; приблизительно 1361 — 8/9 сентября 1396) — английский аристократ, 4-й барон Толбот с 1387 года. Сын Гилберта Толбота, 3-го барона Толбота, и Петрониллы Батлер. В 1377 году был посвящён в рыцари. До 23 августа 1383 года, женился на Анкарет ле Стрейндж, дочери Джона ле Стрейнджа, 4-го барона Стрейнджа из Блэкмера, и Мэри Фицалан, баронессе Стрейндж из Блэкмера в своём праве (suo jure), и 3 марта 1384 года был вызван в парламент как лорд Толбот из Блэкмера. После смерти отца в 1387 году унаследовал титул барона Толбота и владения в ряде графств Англии и Ирландии. В браке Ричарда и Анкарет родились:
- Анна (умерла в 1441), жена Хью де Куртене, 12-го графа Девона[3];
- Ричард[4];
- Мэри (умерла в 1433), жена сэра Томаса Грина[5];
- Гилберт (1383—1418), 5-й барон Толбот[6];
- Джон (1390—1453), 1-й граф Шрусбери[2][7].

После смерти Толбота Анкарет вышла замуж во второй раз — за Томаса Невилла, 5-го барона Фёрниволла.